# NaTemat.pl
NaTemat.pl (na Temat) est un média en ligne polonais d'information et d'opinion créé à l'initiative du célèbre journaliste de la télévision et de la presse écrite magazine Tomasz Lis en février 2012.
Il aborde un large éventail de thèmes : actualité, questions politiques et sociales, information économique, mode de vie, culture, sports.
Il a atteint dès son septième mois d'existence le million d'internautes,.
Outre des articles rédactionnels, le site abrite environ 400 blogs, dont certains sont tenus par des personnalités connues comme Janusz Palikot, Jacek Dehnel, Marcin Orliński (pl), Jacek Rostowski, Krzysztof Hołowczyc, Aleksander Kwaśniewski, Krystyna Kofta (pl), Karol Okrasa (pl).